# Пираццоли, Пинуччо
Пину́ччо Пираццо́ли (итал. Pinuccio Pirazzoli; род. 9 июня 1949, Милан) — итальянский гитарист, аранжировщик
 и дирижёр.

## Биография
Музыкальная карьера Пираццоли началась в 1964 году, когда он работал с французским певцом Антуаном.
В 1968 году вошел в качестве гитариста в группу I Ragazzi Della Via Gluck, которая сопровождала выступления Адриано Челентано до 1970 года.
Потом начал карьеру аранжировщика и сотрудничал со многими артистами: Джино Паоли (с которым записал пять пластинок), Донателла Ретторе, Адриано Челентано, Фаусто Леали, Ренато Дзеро, Ricchi e Poveri, Аль Бано, Тото Кутуньо, Лука Барбаросса, Луис Мигель и Франко Симоне. Работал аранжировщиком на телевизионном конкурсе-фестивале детской песни «Zecchino d’Oro» с 1982 по 1989 год.
Написал музыку к фильмам «Мы благодарим регион Апулию за предоставленных нам миланцев» (1982), «Бинго-Бонго» (1982) и различным телесериалам.
С 1980-х годов принимал участие во многих сезонах Фестиваля в Сан-Ремо как дирижёр. В 1990-х и 2000-х годах руководил оркестрами в многочисленных программах каналов RAI, таких как «Fantastico», «I cervelloni», «Domenica in» и «Cocco di mamma». В 2004 году был дирижёром на реалити-шоу «Music Farm» на канале Rai 2, потом был аранжировщиком альбома «Music Farm Compilation», который содержал музыку исполненную на этой передаче.
В 1993—1994 годах был автором музыки к передаче «Il grande gioco dell’oca» на канале Rai 2.
Затем руководил оркестром в передачах Карло Конти «I migliori anni» и «Voglia d’aria fresca» на канале Rai 1.
Сейчас Пинуччио Пираццоли работает на итальянском телевидении, где создает музыку в различных передач.